# Congo (fluviu)
Fluviul Congo are lungimea de 4.700 km, fiind al doilea fluviu ca lungime din Africa și pe locul doi în lume după debitul de apă.

## Localități
- Kisangani
- Mbandaka
- Brazzaville
- Kinshasa
- Matadi

## Afluenți

### Pe cursul superior
- pe stânga, din sud-vest: Lubudi
- pe dreapta, din sud-est: Lufira, Luvua, Luapula, Chambeshi
- pe dreapta, din est: Lukuga, Luama, Elila, Ulindi, Lowa, Maiko

### Pe cursul mijlociu
- pe dreapta, din nord-est: Lindi,Oubangui, Sangha
- pe stânga, din sud: Lomami
- pe dreapta, din nord-est: Aruwimi, Itimbiri
- pe stânga, din est: Lulonga-Maringa, Ruki-Busira, Kwa-Kasai (Kassai, Cassai)

Pe cursul inferior fluviul Congo nu are afluenți.

## Cascade
- Boyoma Falls
- Livingstone Falls

## Țări traversate
- Republica Democrată Congo
- Republica Congo
- Angola

## Istorie
Impunătorul fluviu Congo, numit înainte Zair, străbate centrul Africii până la Atlantic. Nenumărați afluenți alimentează apele fluviului Congo de-a lungul arcului de cerc pe care-l parcurge de la izvoarele sale, la granița dintre Zambia și Republica Democrată Congo, până la vărsarea în Atlantic - o întindere de pădure tropicală și savană aproape de mărimea Indiei. În drumul său de 4700km, fluviul șerpuiește printre păduri de mangrove și junglă deasă, se prăvălește în torente și cataracte, acumulând atâta forță, încât varsă în mare 41700 de tone de apă pe secundă, debitul său fiind depășit doar de Amazon.
Când a descoperit estuarul fluviului in 1482, exploratorul portughez Diogo Cao nu a putut străbate cataractele din amonte de gura de vărsare, numite astăzi Cascada Livingstone, așa încât fluviul a rămas neexplorat timp de aproape 400 de ani. Pentru europenii secolului al XIX-lea, această zonă era "Africa întunecată". În 1899, Joseph Conrad scria în romanul "Heart of darkness" că acesta era un "teritoriu al ororilor de coșmar". Numit inițial Zair, fluviul a fost rebotezat de exploratorii europeni din secolul al XVII-lea, după populația Congo. În 1971, fostul Congo Belgian și-a luat numele Zair, urmat fiind si de fluviu. Din 1997 însă, atât țara, cât și fluviul au revenit la numele Congo.
Misionarul și exploratorul scoțian din secolul al XIX-lea, David Livingstone, credea că din Congo ia naștere Nilul sau Nigerul. Dar relatările înspăimântătoare despre canibalii care ar fi trăit în adâncimile junglei l-au împiedicat până și pe bravul Livingstone să-și verifice teoriile. Abia în 1876-1877, exploratorul american de origine galeză Henry Morton Stanley s-a aventurat pe cursul fluviului și i-a stabilit adevărata identitate.
Cursul superior al fluviului Congo, cunoscut sub numele de râul Lualaba, este doar parțial navigabil. Inițial acesta curge spre nord printr-un defileu abrupt și stâncos, apoi șerpuiește prin mlaștini acoperite de trestie și se varsă în lacul Kisale, un paradis al egretelor și al pescărușilor, dar și al pescarilor din zonă. La Kongolo, fluviul și-a lățit deja albia de șase ori, măsurând acum 500 m, iar podul rutier și de cale ferată ce-l traversează este unicul pe o distanță de 2800 km. Dincolo de acesta se deschide un defileu abrupt, cu cascade și vârtejuri amenințătoare: Porțile Iadului.
În continuare, porțiunile navigabile alternează cu praguri și vâltori înainte de Nyangwe, unde fluviul pătrunde în jungla întunecată care l-a înspăimântat pe Livingstone în 1876 și l-a împiedicat să înainteze spre nord. De aici și-a început Stanley călătoria în aval, în octombrie 1876, după un drum de doi ani început pe coastele estice ale Africii. De la Nyangwe nouă luni mai i-au fost necesare exploratorului pentru a ajunge la gurile de vărsare și pe drum echipa sa a fost nevoită să se lupte de câteva ori cu triburile de pe malurile fluviului. 
Una dintre lupte era în plină desfășurare, când Stanley a auzit zgomotul alarmant al unei cascade. Aceasta s-a dovedit a fi prima dintre cele șapte prin care fluviul coboară 500 m pe o distanță de numai 90 km. Oamenii săi au avut nevoie de aproape o lună pentru a le ocoli. Stanley a botezat cascadele cu numele său, dar astăzi ele se numesc Boyoma. Cascadele au cel mai mare debit de apă din lume, aproximativ 166850 de tone pe secundă. Dincolo de ele se afla o așezare pe care Stanley a numit-o Stanleyville. Pescarii de acolo prindeau cantități mari de pește folosind prăjini și coșuri conice de nuiele. Tradiția se păstrează și astăzi, Stanleyville devenind orașul Kisangani, un centru turistic, manufacturier și de pescuit, capăt de linie pentru navele care transportă mărfuri în amonte.